# Georges Arnaud
Georges Arnaud es el seudónimo del escritor, periodista de investigación y militante político francés Henri Girard, nacido el 17 de julio de 1917 en Montpellier y fallecido el 4 de marzo de 1987 en Barcelona, España. Georges es el nombre de su padre; Arnaud, el apellido de soltera de su madre.

## Biografía
Henri Girard es un niño indisciplinado. Cuando tiene 9 años, su madre fallece de tuberculosis, enfermedad que él mismo padecerá a lo largo de la vida. Fue un alumno brillante, especialmente dotado para las materias literarias. Después de acabar el bachillerato (Francia), estudia derecho en París, y a continuación ciencias políticas, pero rehúsa prestar juramento ante el gobierno de Pétain.
Durante la noche del 24 al 25 de octubre de 1941, el padre de Henri, Georges Girard, archivista adjunto al Ministerio de Asuntos Exteriores en Vichy, su tía y una empleada doméstica, son asesinados a golpes de podadera en el castillo familiar de Escoire, en el Perigord, donde todas las salidas están cerradas. Solo Henri Girard escapa, y da la alerta por la mañana. Enfrentado a circunstancias misteriosas (ningún testigo, ausencia de móvil, falta de heridas), es detenido, culpado y encarcelado. Aunque reclama su inocencia, permanece en la cárcel 19 meses, hasta la conclusión del proceso, el 2 de junio de 1943. Beneficiado por la intervención del abogado Maurice Garçon, antiguo amigo de la familia, es absuelto tras unos pocos minutos de deliberación por parte del jurado, apoyado asimismo por el público del Palacio de Justicia. El caso nunca será resuelto del todo.
Dos años más tarde, Gérard de Villiers, autor de la serie S.A.S. (novelas de espías), explicará que Arnaud le había confesado ser autor de los crímenes en una visita que le hizo en Argelia, pero estas palabras nunca serán demostradas.
Georges Arnaud vivió en París entre 1943 y 1947. Allí se casó con una joven cantante, Suzanne Graux, para la que escribió varias canciones y con la que tuvo dos hijos. Heredero de una pequeña fortuna, la dilapidó rápidamente hasta quedar endeudado. Necesitado de un cambio de aires, embarcó rumbo a América del Sur el 2 de mayo de 1947. En ese continente, llevó durante dos años una vida de trotamundos en que hizo, entre otras cosas, de buscador de oro, camarero, taxista y camionero. 
De vuelta a Francia, en 1950, publicó su primera novela, Le salaire de la peur (El salario del miedo), inspirado en su periplo por América del Sur. El libro, sobre un camionero al que encargan transportar una peligrosa carga de nitroglicerina a través de las selvas del sur de Guatemala, tuvo un gran éxito.
En 1951, obtiene el divorcio. Enseguida, animado por el éxito de su primera novela, pública otras sobre sus aventuras americanas, Le voyage du mauvais larron (sobre un pasajero clandestino en un barco), y Schtilibem 41 (sobre su estancia en prisión y su aprendizaje del argot). Paralelamente, trabaja como periodista de reportajes para diversos periódicos.
En 1952, el cineasta Henri-Georges Clouzot realiza la adaptación de El salario del miedo, con Yves Montand y Charles Vanel. Este último recibiría el premio a la mejor interpretación en el festival de Cannes del año siguiente. 
En 1953, conoce a la que sería su futura segunda esposa, Rolande, con la que tuvo dos hijos antes de casarse en 1966. También en 1953 pública Les aveux les plus doux, con la que tiene un gran éxito. Édouard Molinaro la llevó al cine en 1970.
En 1957, junto al abogado Jacques Vergès, firma un manifiesto a favor de Djamila Bouhired, argelino combatiente del FLN, capturado por los paracaidistas franceses bajo la acusación de poseer bombas, torturado y condenado a muerte, pero la pena fue conmutada gracias a la defensa de Vergès, que consiguió su liberación en 1962. Este manifiesto, Pour Djamila Bouhired, fue, junto al libro La Question, de Henri Alleg, uno de los puntales para denunciar la actuación abusiva del ejército francés en Argelia.
Georges Arnaud fue detenido más tarde por no comunicar el lugar donde Francis Jeanson dio una conferencia en favor de la independencia de Argelia. Apoyado por Joseph Kessel, Jean-Paul Sartre, Jacques Prévert, François Maspero, André Frossard, Pierre Lazareff y otras personalidades, acabó pasando dos meses en prisión, pero continuó la lucha para denunciar las torturas del ejército en el país de África.
En 1962, se instala definitivamente en Argelia, donde contribuye a la creación de una escuela de periodismo y al lanzamiento del periódico Révolution africaine.
La tuberculosis le devuelve a Francia en 1972. Se instala en Chamonix y abandona Argelia definitivamente. 
Entre 1975 y 1978 realiza varios reportajes para la televisión francesa, sobre errores judiciales, sobre la secta Moon o el asunto Joachim Peiper, un criminal de guerra de las SS.
En 1984, se instala con su familia en Barcelona, donde terminará sus días con una crisis cardíaca.
En Francia hay otro escritor de nombre muy parecido, que se llama realmente Georges Arnaud pero que ha tenido que cambiarse el nombre para no ser confundido con el autor de El salario del miedo. Así, es conocido como Georges-Jean Arnaud o Georges J. Arnaud, aunque en su abundantísima obra (350 novelas) figura con numerosos seudónimos.

## Obras
- Le Salaire de la peur, Julliard, 1950. En castellano, El salario del miedo, Debate, Madrid, 1990 (con prólogo de Manuel Vázquez Montalbán). Reeditado por Contraseña en 2011. En catalán, El salari de la por, traducido por Miquel Martí i Pol en 1968, Edicions 62.
- Le Voyage du mauvais larron, Julliard, 1951 ; Le Pré aux Clercs, 1987 (edición revisada y corregida)
- Lumière de soufre, Julliard, 1952
- Indiens des hauts plateaux, revista 9, n.º 8, décembre 1952
- Prisons 53, Julliard, 1953
- Schtilibem 41, Julliard, 1953 ; Finitude, 2008 (reedición, con un texto de Pierre Mac Orlan como prefacio)
- Les Oreilles sur le dos, Éditions du Scorpion, 1953 ; Julliard, 1974 (edición revisada y corregida)
- Les Aveux les plus doux, Julliard, 1954
- Les Aveux les plus doux, Éditions des Lettres françaises, 1954
- Indiens pas morts, Delpire Éditeur, 1956
- Pour Djamila Bouhired, Éditions de Minuit, 1957
- Maréchal P…, Éditeurs Français Réunis, 1958
- La plus grande Pente, Julliard, 1961
- Mon procès, Éditions de Minuit, 1961
- Préface a Le meurtre de Roger Ackroyd de Agatha Christie, Le Livre de Poche, 1961
- L’Affaire Peiper : plus qu’un fait divers, Atelier Marcel Jullian, 1978
- Chroniques du crime et de l’innocence, Jean-Claude Lattès, 1982
- Juste avant l’aube, en colaboración con Jean Anglade, Presses de la Cité, 1990